# Església de Mežaparks
L'Església de Mežaparks (en letó: Mežaparka evaņģēliski luteriskā baznīca) és una església luterana a la ciutat de Riga, capital de Letònia, està situada al carrer Ezermalas, 28. És una església parroquial de l'Església Evangèlica Luterana de Letònia. El culte s'ofereix en dues llengües el letó i el rus.

## Història
Mežaparks és un projecte de barri-jardí de Riga, planejat i creat per a l'expansió deliberada del districte suburbà de la ciutat de forma artificial. El projecte va començar l'any 1901. Es troben nombrosos construccions noves d'habitatge, juntament amb un ampli parc públic, i el zoo de Riga. Les congregacions cristianes locals van sorgir en la zona, però l'edifici de l'església no es va realitzar fins a 1927, quan l'antiga central elèctrica va ser convertida i consagrada com una església luterana. L'església de Mežaparks continua oficiant a l'antiga central elèctrica; l'espai interior de prop de 100 seients és el més petit de les esglésies luteranes de Riga.